# Cantonul Artix et Pays de Soubestre
Cantonul Artix et Pays de Soubestre este un canton francez din departamentul Pyrénées-Atlantiques.

## Istorie
Un nou decupaj teritorial al departamentului Pyrénées-Atlantiques a intrat în vigoare în 2015. Acesta a fost definit prin decretul din 25 februarie 2014, în aplicarea legilor din 17 mai 2013 (legea organică 2013-402 și legea 2013-403).
Cantonul Artix și Pays de Soubestre este format din comunele fostelor cantoane Arthez-de-Béarn (21 comune), Arzacq-Arraziguet (23 comune), Lescar (5 comune), Orthez (5 comune) și Cantonul Lagor (2 comune). Acesta este situat în întregime în arondismentul Pau, iar centrul cantonal se află în Artix.

## Compoziție
- Artix (reședință)
- Argagnon
- Arget
- Arnos
- Arthez-de-Béarn
- Arzacq-Arraziguet
- Aussevielle
- Balansun
- Beyrie-en-Béarn
- Bonnut
- Bougarber
- Bouillon
- Boumourt
- Cabidos
- Casteide-Cami
- Casteide-Candau
- Castétis
- Castillon
- Cescau
- Coublucq
- Denguin
- Doazon
- Fichous-Riumayou
- Garos
- Géus-d'Arzacq
- Hagetaubin
- Labastide-Cézéracq
- Labastide-Monréjeau
- Labeyrie
- Lacadée
- Lacq
- Larreule
- Lonçon
- Louvigny
- Malaussanne
- Mazerolles
- Méracq
- Mesplède
- Mialos
- Momas
- Mont
- Montagut
- Morlanne
- Piets-Plasence-Moustrou
- Pomps
- Poursiugues-Boucoue
- Saint-Médard
- Sallespisse
- Sault-de-Navailles
- Séby
- Serres-Sainte-Marie
- Uzan
- Viellenave-d'Arthez
- Vignes

## Date demografice
În 2021, cantonul avea 27.917 locuitori, înregistrând o creștere de +2,28% față de 2015 (Pyrénées-Atlantiques: +3,43%, Franța fără Mayotte: +1,84%).